# Václav Bělský
Václav rytíř Bělský (ur. 22 września 1818, zm. 22 maja 1878 w Pradze) – czeski prawnik i polityk, burmistrz Pragi w latach 1863–1867.

## Życiorys
Wykształcenie zdobywał w gimnazjum w Litomierzycach i Hradcu Králové, a w 1845 roku uzyskał doktorat z prawa na Uniwersytecie Karola. Podczas Wiosny Ludów został członkiem praskiego Komitetu Narodowego. Od 1850 roku pracował jako sekretarz izby przemysłowo–handlowej w Pradze, a następnie jako notariusz. W 1861 roku został wybrany do rady miejskiej, a następnie został zastępcą burmistrza Pragi. Po nagłej śmierci dotychczasowego burmistrza Františka Václava Pštrossa w czerwcu 1863 roku został wybrany burmistrzem. 
Podczas wojny prusko-austriackiej zarządzał miastem także podczas pruskiej okupacji, skutecznie organizując zaopatrzenie i chroniąc miasto przez grabieżą. W październiku 1866 roku cesarz Franciszek Józef I odwiedził Pragę, by osobiście podziękować burmistrzowi i mieszkańcom za lojalność, wydał także zgodę na poszerzenie miasta poza obszar wyznaczony przez przeznaczone do rozbiórki mury miejskie. Sam burmistrz został następnie nobilitowany przez władcę oraz wyróżniony tytułem honorowego obywatela Pragi. 
W 1866 roku został ponownie wybrany na burmistrza, rok później zrezygnował jednak z pełnionej funkcji w wyniku konfliktów z gubernatorem. Nadal zasiadał jednak w praskiej radzie miejskiej, a krótko także w Radzie Państwa. W 1869 roku został po raz trzeci wybrany na burmistrza, tym razem nie wyraził jednak zgody na objęcie funkcji. Na burmistrza wybrano go jeszcze raz – w 1873 roku, wtedy jednak wyboru nie zatwierdził cesarz. Zmarł 22 maja 1878 roku w Pradze.